# Paul von Hase
Karl Paul Immanuel von Hase (Hannover, 24 luglio 1885 – Berlino, 8 agosto 1944) è stato un generale tedesco.

## Biografia
Karl Paul Immanuel von Hase apparteneva ad una famiglia nobile tedesca originaria del Meclemburgo ma con possedimenti anche in Lituania ed in Curlandia. Von Hase fu ufficiale del prestigioso Reggimento della Guardia "Kaiser Alexander" a Berlino ed aveva partecipato come ufficiale dell'esercito al comando del generale Alfred von Waldersee alla Repressione della Rivolta dei Boxer in Cina ed era stato per alcuni anni di stanza nella guarnigione tedesca di Nanchino.
All'inizio della Prima Guerra Mondiale era tenente di fanteria, e promosso capitano, fu assegnato allo stato maggiore del generale von Moltke e poi del generale von Falkenhayn in Francia. Incorporato nella Reichswehr dopo la fine della guerra, partecipò alla repressione del putsch di Kapp nel 1920 e poi alla repressione dei moti nazisti nel 1923; promosso maggiore nel 1928, fu nominato governatore militare di Kummersdorf e poi promosso colonnello e fece parte della cerchia di amici di Oskar von Hindenburg, figlio maggiore del generale e Presidente della Germania Paul von Hindenburg, e di von Papen.
Alla vigilia della guerra, nel 1938 venne promosso generale maggiore d'artiglieria, ma nonostante questa promozione che avrebbe dovuto legarlo ai nazisti, si schierò apertamente contro l'iniziativa di una guerra, e criticò più volte i generali Keitel e Jodl, capi dell'OKW. In quegli anni fece amicizia con un gruppo di ufficiali di spinte antinaziste, che sarebbero poi divenuti molto celebri: l'ammiraglio e capo dell'Abwehr Wilhelm Canaris, i generali Erwin von Witzleben, Franz Halder e Erich Hoepner. Inoltre suo nipote era Dietrich Bonhoeffer, celeberrimo teologo e pastore evangelico totalmente anti-nazista. Quando il nipote Bonhoeffer venne arrestato, von Hase (che aveva accettato la carica di governatore militare di Berlino), riuscì a tenere il nipote in una posizione abbastanza privilegiata all'interno del carcere dove era stato imprigionato e per sua intercessione gli fu consentito di poter sbrigare la corrispondenza e ricevere visite.
Von Hase inoltre appoggiò la cospirazione del 20 luglio a danno di Hitler e tentò di dare il proprio appoggio ai cospiratori assediati dalle SS al Ministero della Guerra, inviando alcuni soldati capeggiati dal maggiore Remer ad arrestare Goebbels e tentò di mobilitare le poche truppe rimaste fedeli, fallendo però nel suo compito. 
Dopo la morte dei principali cospiratori asserragliati al ministero, von Stauffemberg, Beck, Olbricht e Mertz von Quirnheim, von Hase sciolse le poche truppe rimaste fedeli e si ritirò in casa sua. Arrestato dalla polizia nazista pochi giorni dopo, fu processato dal Tribunale del Popolo e condannato a morte.